# Метаморфопсія
Метаморфопсі́я — спотворення зорового сприйняття, при якому решітка з прямих ліній здається хвилястою і частини решітки можуть здаватися порожніми. Вперше люди можуть помітити ознаки такого порушення, коли дивляться на жалюзі у вікні.

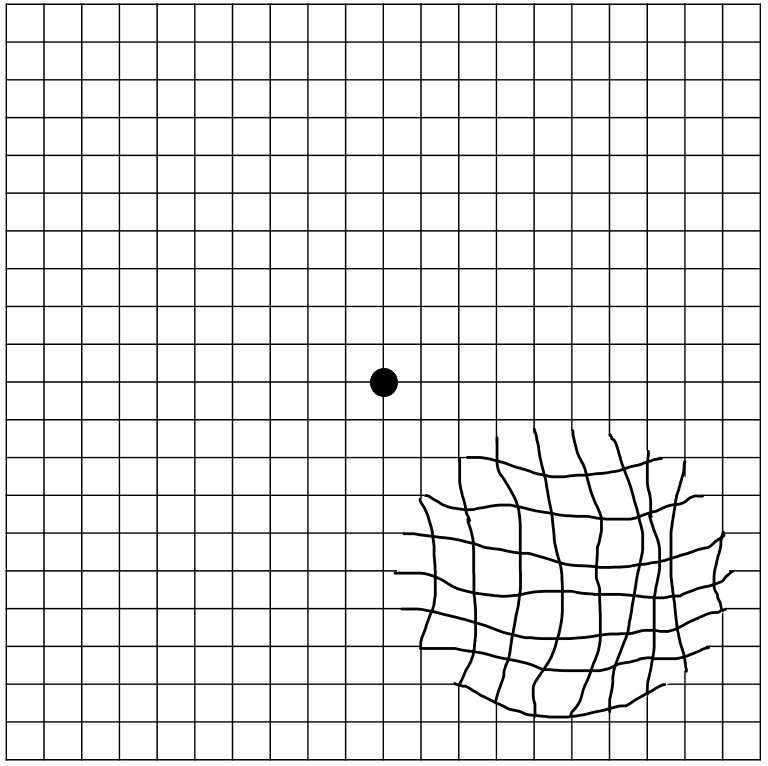
Решітка Амслера, яка показує що візуально сприймає ліве око людини, яка переживає метаморфопсію (прямі лінії виглядають зігнутими)

У 1800-х роках метаморфопсія описувалася як одна з основних і найбільш помітних ознак міопічної та старечої макулопатії. Метаморфопсія може проявлятися незбалансованим зором, що виникає в результаті невеликих ненавмисних рухів ока, коли воно намагається стабілізувати поле зору. Метаморфопсія також може призвести до спотворення розміру або форми об'єкта.
В основному вона пов'язана з дегенерацією жовтої плями, особливо віковою дегенерацією жовтої плями з хоріоїдальною неоваскуляризацією. Інші стани, при яких проявляється метаморфопсія — це патологічна короткозорість, синдром очного гістоплазмозу, розрив судинної оболонки та мультифокальний хоріоїдит.
Механізми, що призводять до розвитку метаморфопсії, включають структурні зміни в сітківці ока (механізм сітківки), а також процеси в корі головного мозку мозку (кірковий механізм). Механізм сітківки включає зміщення шарів сітківки, що призводить до потрапляння світла на невірну ділянку сітківки. На кірковий механізм, який був виявлений після механізму сітківки, впливають ефекти сприйняття: «заповнення» та ефект візуального скупчення. Встановлено, що кірковий механізм працює у поєднанні з механізмом сітківки, сприяючи метаморфопсії при тривалій макулопатії або після лікування розладів жовтої плями (макули).

## Причини метаморфопсії
Метаморфопсія може бути симптомом розладів зору, що стосуються сітківки ока або жовтої плями. Деякі з цих станів:
- вікова дегенерація жовтої плями[7];
- епіретинальна (надсітківкова) мембрана та вітреомакулярна (склоподібно-жовтоплямова) тракція;
- заднє відшарування склоподібного тіла;
- макулярний отвір.

## Діагностика
Тести, що використовуються для діагностики метаморфопсії, в основному використовують суб'єктивну оцінку того, як людина сприймає правильні візерунки. Багато з цих тестів мають погану здатність точно ідентифікувати людину із захворюванням (тобто має погану чутливість). Застосування таких методів оцінювання, як психофізичний тест, який називається специфічна гіперточна периметрія, який оцінює здатність людини до будь-яких порушень зорового сприйняття об'єктів, може дозволити більш точний діагноз метаморфопсії.

## Лікування та прогноз
Метаморфопсія є симптомом кількох поширених захворювань сітківки та жовтої плями, тому лікування основного розладу може покращити симптоми. Для людей, у яких є такі захворювання, як епіретинальна мембрана (ЕРМ), макулярні отвори та відшарування сітківки, зниження метаморфопсії пов'язане зі збільшенням гостроти зору. Кількісна оцінка метаморфопсії є важливим кроком у розумінні зорових функцій осіб з макулярними розладами та є важливим інструментом лікарів для оцінки результатів лікування.

## Типи
Сухий тип (неексудативний, > 80 %) — відкладання жовтуватої позаклітинної речовини в мембрані Бруха та між пігментним епітелієм сітківки із поступовою втратою зору. 
Вологий (ексудативний, 10-15 %) — швидка втрата зору, що зумовлена кровотечею внаслідок неоваскуляризації судинної оболонки. 

## Етимологія
Gk, мета + морфа, форма, опсис, зір
- Дисморфопсія
- Галюцинація